# Christian Broda

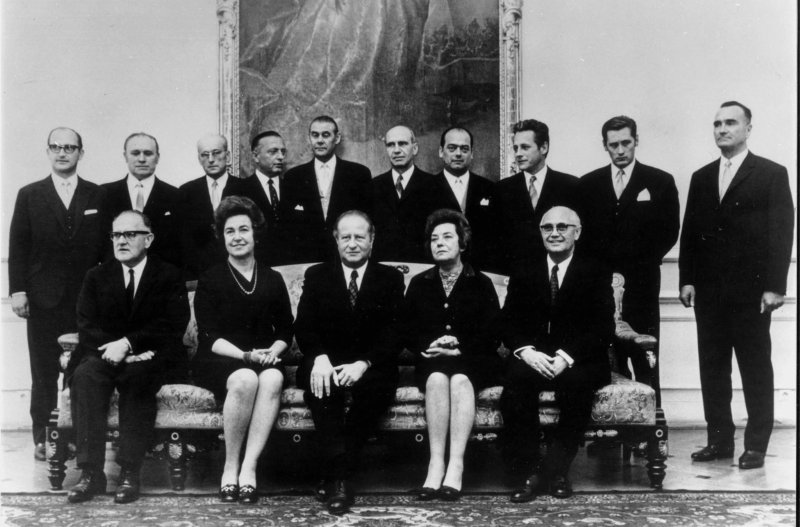
Christian Broda (sitzend, erster von links) im Kabinett Kreisky I (1970)

Christian Broda (* 12. März 1916 in Wien; † 1. Februar 1987 ebenda) war ein österreichischer Politiker (SPÖ).

## Leben
Christian Broda wuchs zusammen mit seinem Bruder Engelbert, der später ein berühmter Chemiker wurde, in einer bürgerlichen Wiener Juristen- und Künstlerfamilie auf. Sein Taufpate war Hans Kelsen, sein Onkel der Filmregisseur G. W. Pabst. In jungen Jahren wurde er Mitglied der Vereinigung sozialistischer Mittelschüler und der sozialistischen Jugendbewegung. Ab 1931 war er als Melder in der KPÖ tätig. Brodas Wohnung soll damals genutzt worden sein, um den Mörder von Georg Semmelmann (ein Fememord im Auftrag der Komintern) einzuschleusen.
Infolge seiner Beteiligung am Österreichischen Bürgerkrieg wurde er 1934 „wegen kommunistischer Betätigung“ in politische Haft genommen.
Nach seiner Freilassung begann er mit dem Studium der Rechtswissenschaften. Obwohl bis 1945 Kommunist, promovierte er 1940 an der Universität Wien mit einer Arbeit über Volk und Führung. Ein Beitrag zum Problem der politischen Willensbildung im zweiten Deutschen Reich.
Nach seinem Studium war Broda Soldat in der deutschen Wehrmacht. Er wurde 1943 verdächtigt, der kommunistischen Widerstandsgruppe Der Soldatenrat anzugehören, und an die Gestapo Wien überstellt. Ursprünglich wegen „Unterstützung einer kommunistischen Untergrundorganisation“ angeklagt, worauf seit Ausbruch des Krieges mit der Sowjetunion die Todesstrafe stand, wurde er wegen „Nichtanzeige eines hochverräterischen Unternehmens“ zu drei Monaten Gefängnis verurteilt. Sechs weitere Mitglieder der Organisation wurden in den folgenden Wochen festgenommen und zum Tode verurteilt, darunter Alfred Rabofsky. Noch vor der Kapitulation der Wehrmacht beendete er seinen Kriegsdienst und schloss sich in Ried im Innkreis der Widerstandsgruppe Freies Österreich an.

### Zeit nach dem Zweiten Weltkrieg
Broda eröffnete nach dem Krieg eine Rechtsanwaltskanzlei und wechselte im Sommer 1945 von der KPÖ zur SPÖ. Broda war Mitglied des Vorstandes der Vereinigung Sozialistischer Juristen.
Er gilt als einer der Akteure des so genannten Wiener Zeitungskriegs 1958, weil er damals im Auftrag der Sozialdemokraten einen mündlichen Vertrag mit Fritz Molden abschloss, in dem er diesem finanzielle Unterstützung gegen die Konkurrenzzeitungen Kurier und Bild-Telegraf und damit gegen die ÖVP zusicherte. Weiters machte Broda dem Verlagsleiter des Bild-Telegrafen, Hans Behrmann, am 10. März 1958, nur zwei Tage vor Ausbruch des Zeitungskriegs, ein Kaufangebot für die Zeitung, das auf einen Tag befristet war. Es wurde abgelehnt.
Bei der Nachfolger-Zeitung des Bild-Telegrafen, dem Express, war Broda für die Sozialdemokratie mit 50 Prozent als stiller Gesellschafter beteiligt.

### Politische Funktionen
Von 1957 bis 1959 vertrat Broda die SPÖ im Bundesrat, von 1959 bis 1983 im Nationalrat.
1960 wurde er Justizminister im dritten Kabinett von Julius Raab. In dieser Funktion war er bis zum Antritt einer ÖVP-Alleinregierung im Jahr 1966 tätig. Als Höhepunkt seiner Karriere gilt die Aufhebung der Todesstrafe im Nationalrat 1968. Dies war eines der größten politischen Ziele Brodas.

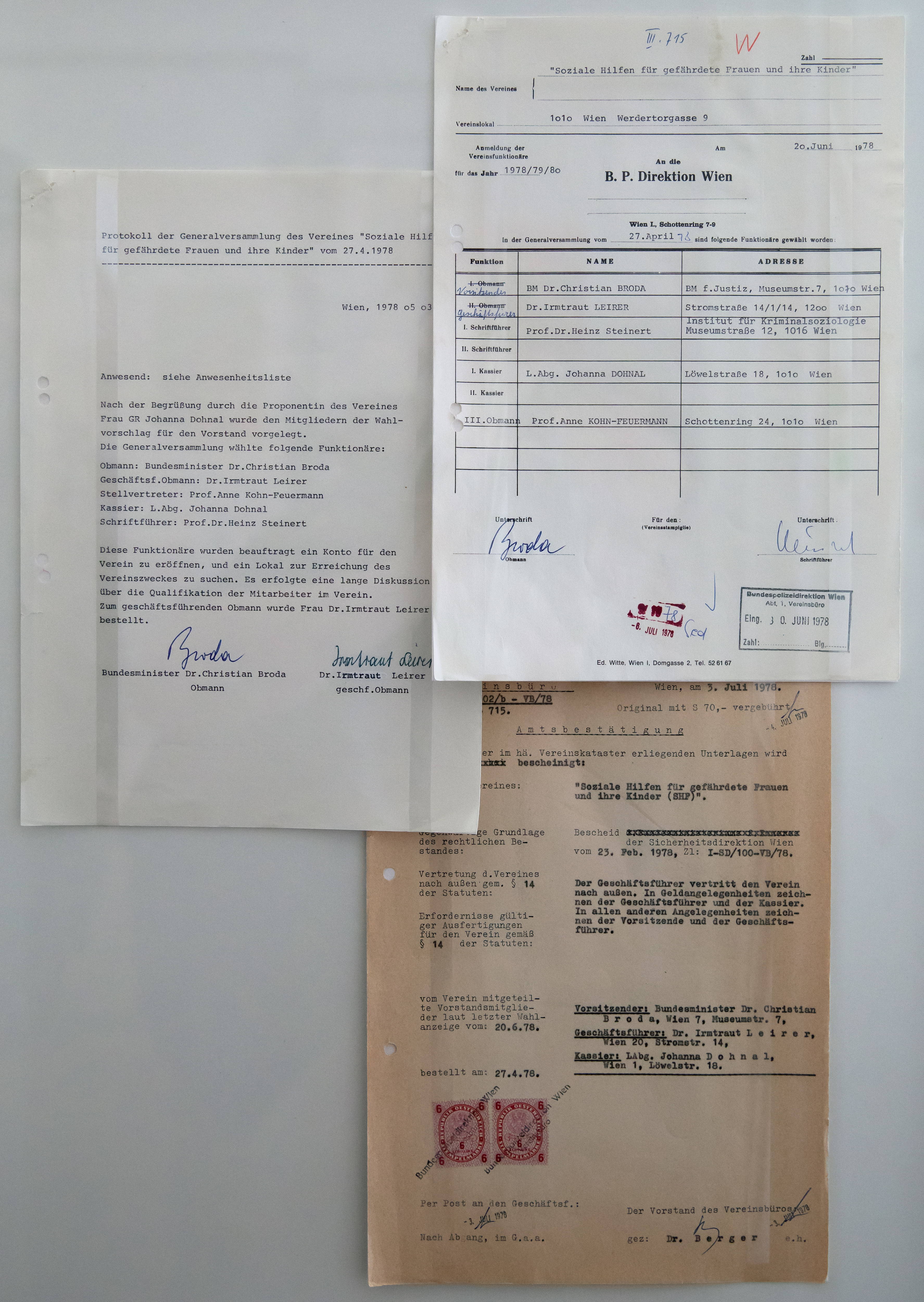
Gründungsdokumente des Vereins Soziale Hilfen für gefährdete Frauen und Kinder (1978)

Von 1970 bis 1983 war er erneut Justizminister in den vier SPÖ-Alleinregierungen unter Bruno Kreisky (Kabinette I, II, III und IV). In diese Amtszeit fiel die große Reform des Familienrechts mit einer Neuordnung der Rechtsstellung unehelicher Kinder 1970, der Gleichstellung von Mann und Frau im ABGB 1975 sowie der Neuordnung des Kindschaftsrechts 1977, dazu ebenfalls 1975 das Inkrafttreten eines neuen Strafgesetzbuches, in dem unter anderem die Strafbarkeit der Homosexualität aufgehoben und die Möglichkeit eines straffreien Schwangerschaftsabbruches geschaffen wurde. Mit Irmtraut Leirer, Johanna Dohnal und anderen war er 1978 Gründer des Vereins Soziale Hilfen für gefährdete Frauen und Kinder, der das erste Wiener Frauenhaus schuf. 1979 wurde ein neues Konsumentenschutzgesetz verabschiedet sowie 1982 die Reform der Sachwalterschaft für behinderte Personen.
Diesen pragmatischen Verdiensten Brodas und seiner mehrfach vertretenen Utopie einer „gefängnislosen Gesellschaft“ stehen Vorwürfe einer Politisierung der Justiz über Weisungen an die Staatsanwaltschaft gegenüber, insbesondere die nicht nur von Simon Wiesenthal kritisierte „kalte Amnestie“, das heißt das möglichst geräuschlose Einstellen von Strafverfahren wegen NS-Verbrechen. Die SPÖ wollte so verhindern, dass von Geschworenengerichten zu erwartende Freisprüche von des Massenmordes Angeklagten dem Ansehen Österreichs schadeten. Als Vorgesetzter der Staatsanwaltschaften ließ Broda es zu, dass in seiner Amtszeit solche Verfahren meist mit nur geringer Energie und der Absicht der Erfolglosigkeit betrieben wurden. Broda gehörte zu jenen Sozialdemokraten, die sich am massivsten um die „Karriereförderung“ ehemaliger Nationalsozialisten bemüht haben.
Anfang der achtziger Jahre schützte Justizminister Broda massiv den NS-Arzt und Parteifreund Heinrich Gross, der als Stationsleiter der Reichsausschuß-Abteilung an der Wiener „Euthanasie“-Klinik Am Spiegelgrund behinderte Kinder für Forschungszwecke missbrauchte und an ihrer Ermordung beteiligt war, sodass kein Verfahren eröffnet wurde. Der Film Meine liebe Republik (2007) von Elisabeth Scharang beschäftigt sich mit diesem Thema.
Der SPÖ-nahe Politologe Norbert Leser bezeichnete Broda als jemanden, „der das Recht seinen Intentionen gemäß zurechtbog und gegen seine Feinde als Waffe, für seine Freunde als Schutzschild einsetzte“.
Broda ist in einem Ehrengrab auf dem Wiener Zentralfriedhof beigesetzt.

## Auszeichnungen

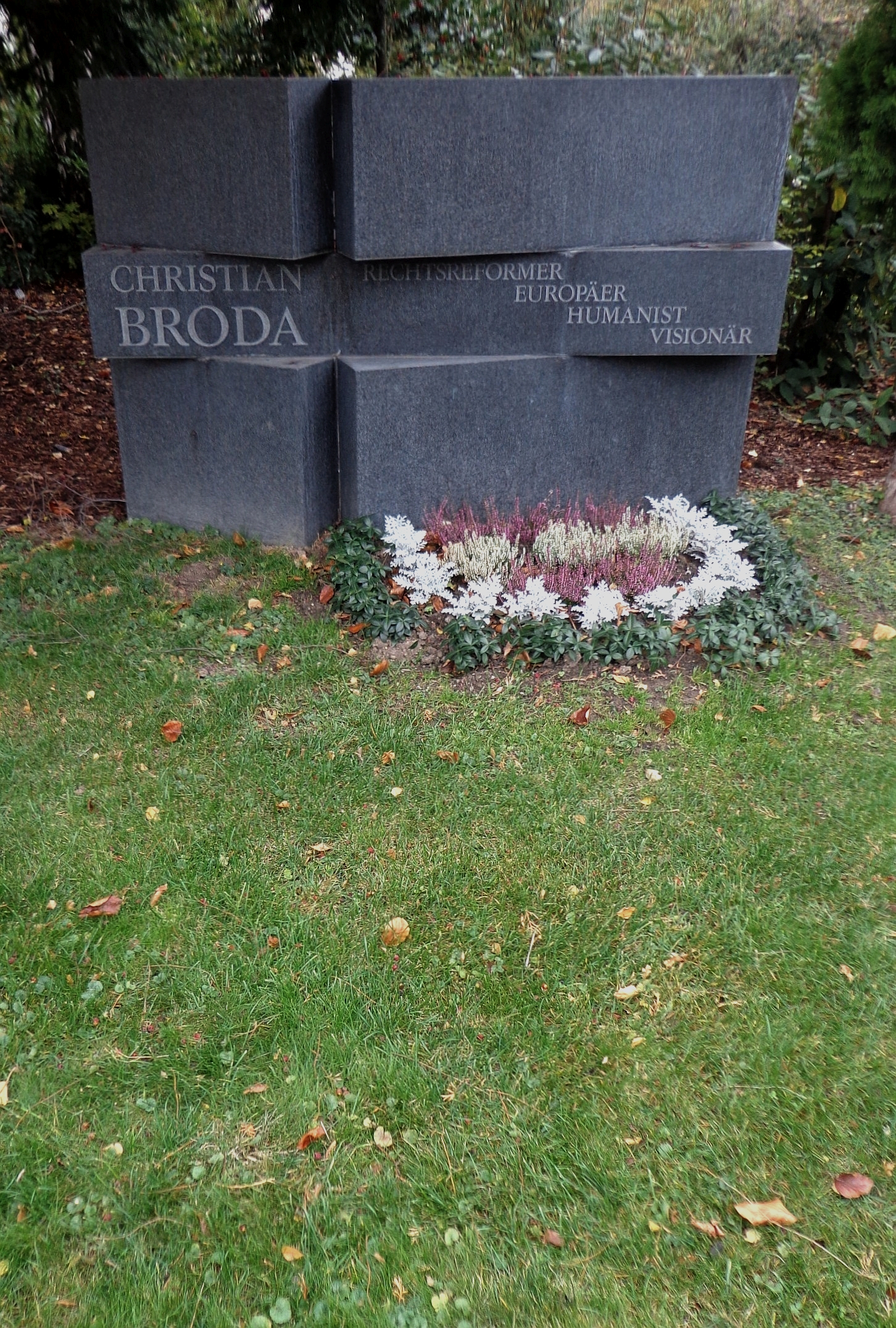
Ehrengrab von Christian Broda am Wiener Zentralfriedhof

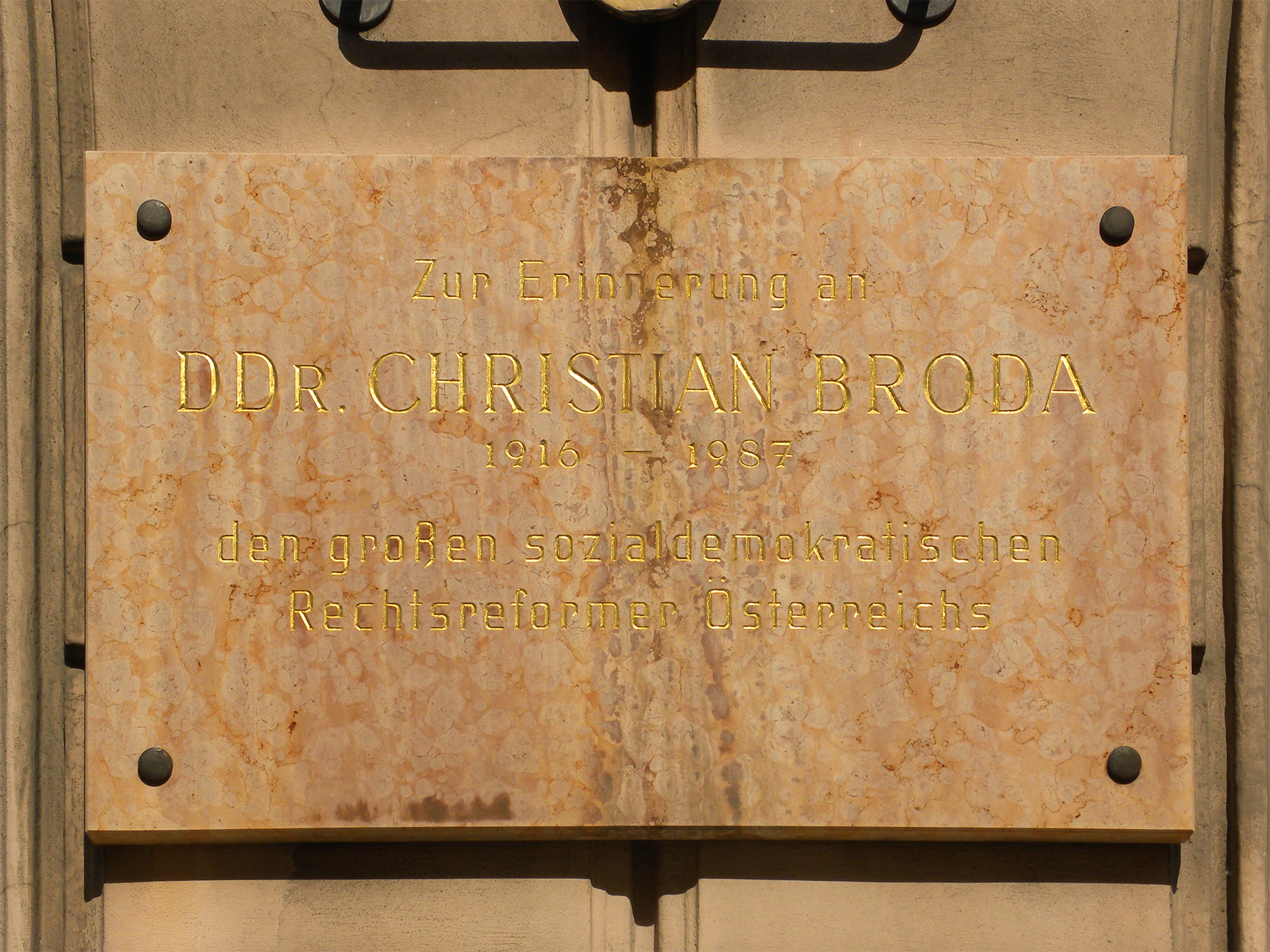
Gedenktafel in Wien-Penzing

- 1965 Großes Goldenes Ehrenzeichen am Bande für Verdienste um die Republik Österreich.[11]
- 1987 Menschenrechtspreis des Europarats.
- Broda wurde in einem Ehrengrab auf dem Wiener Zentralfriedhof (Gruppe 14 C, Nummer 54) beigesetzt.
- 2008 wurde der Christian-Broda-Platz wurde in Wien-Mariahilf (6. Bezirk) nach ihm benannt.
- Christian-Broda-Bildungsheim in der Penzinger Straße 72, Wien-Penzing.
- Im Jänner 2025 wurde ein Lehrgang der Wiener Parteischule nach ihm benannt.[12]

## Nachlass
Die Österreichische Nationalbibliothek in Wien führt in ihrer Sammlung von Handschriften und alten Drucken das Archiv Christian Broda, das seit 1992 für die Forschung zugänglich ist. 2010 wurden weitere 200 Mappen aus seinem Nachlass erworben. Der Inhalt reicht von Korrespondenzen mit Bruno Kreisky und Bruno Pittermann bis zu relevanten Medienberichten.